# Bilaj (tvrđava u Bihaću)
Bilaj, utvrda između Bihaća i Bosanskog Petrovca (kojem administrativno pripada).
Smještena na rubu Bilajskog polja na zapadu BiH. Vrela ga spominju prvi put 1495. godine, kao dio Hrvatskog kraljevstva.
Dio vojske koji se nakon pada Jajca 1528. razišao pod Hrvatskoj se okupio pod Bilajem. 29. lipnja 1573. godine na Bilajsko polje provalili su Osmanlije radi daljnih napada prema Bihaću, glavnom gradu Hrvatske.

Vjerojatno je tad pao Bilaj u osmanske ruke. Gradom je upravljao dizdar. Iz Bilaja su osmanski osvajači poduzimali napadne operacije prema Bihaćkoj krajini. U predvorju tvrđave sagrađena je džamija. 19. srpnja 1737. ovdje se odvila bitka između habsburške vojske koja je s više strana pošla u pohod na osmansku Bosnu. U bitci koju su dobile Osmanlije poginuo je lokalni zapovjednik. 1833. godine još je u Bilaju bilo topničke posade. Napušten je 1838. godine.
Zaštićen kao nacionalni spomenik BiH 2007. godine. Zaštićeni kompleks su hrvatska i osmanska srednjovjekovna tvrđava te pretpovijesna Velika i Mala gradina.

## Daljnja literatura
- Husref Redžić, Srednjovjekovni gradovi u Bosni i Hercegovini (Sarajevo, 2018.)